# NHK住田テレビ中継局
NHK住田テレビ中継局（エヌエイチケイすみたテレビちゅうけいきょく）は、岩手県気仙郡住田町に置かれていたNHK盛岡放送局のテレビジョン中継局である。

## 概要
- この中継局はNHK単独で在盛民放は当地に中継局を設置していないため、民放は周辺の中継局（陸前島部中継局など）を受信していた。

## 中継局概要
| 放送局名    | チャンネル | 空中線電力        | ERP                | 放送対象地域 | 放送区域内世帯数 | 偏波面   |
| NHK盛岡総合 | 51         | 映像3W /音声750mW | 映像8.7W /音声2.2W | 岩手県       | 不明             | 水平偏波 |
| NHK盛岡教育 | 49         | 映像3W /音声750mW | 映像8.7W /音声2.2W | 全国         | 不明             | 水平偏波 |

- 当初、2011年7月24日で廃局となる予定だったが、東日本大震災発生の影響から、廃局が2012年3月31日まで延期された。